# منيرة مايا شراد
منيرة مايا شراد (بالفرنسية: Mounira M. Charrad)‏ (مواليد 1942) عالمة اجتماع تونسية من أصل فرنسي، تعمل كأستاذة مشاركة في علم الاجتماع في جامعة تكساس في أوستن.
وهي مؤلفة حائزة على جوائز تركز عملها على علم الاجتماع السياسي والتاريخ المقارن وسياسة الهوية الاجتماعية والشرق الأوسط. تركز بحثها على تشكيل الدولة، والاستعمار، والقانون، والمواطنة، والقرابة، وحقوق المرأة.

## النشأة والتعليم
ولدت شراد في تونس في 10 أغسطس 1942. حصلت على شهادة التخرج الجامعي من جامعة السوربون في باريس، فرنسا، ودرجة الدكتوراه في الفلسفة من جامعة هارفارد.

## مسار مهني
ينظر كتابها «الدول وحقوق المرأة» (2001) في استراتيجيات بناء الدولة في المجتمعات القائمة على الأقارب وكيف شكل الصراع على سلطة الدولة توسيع أو تقليص حقوق المرأة.
درست شراد مفاهيم الحداثة في الخطابات القانونية في الشرق الأوسط. متحدية لتفسيرات السياسة القائمة على نهج نصي للدين، ومقدمة بدلاً من ذلك التركيز على التضامن الاجتماعي وأين ترتكز (القرابة، العرق، أو غيرها)، على سبيل المثال في مقالاتها «النوع الاجتماعي في الشرق الأوسط: الإسلام، الدولة، وكالة» و«الإرث المركزي والمحلي: بناء الدولة في المجتمعات القائمة على القرابة».
تُرجمت أعمالها إلى الفرنسية والعربية، وظهرت على مواقع الإنترنت بما في ذلك المتحف العالمي للنساء وفي وسائل الإعلام.
تم تمويل بحث شراد من خلال العديد من المنح، بما في ذلك الصندوق الوطني للعلوم الإنسانية، ومؤسسة أندرو دبليو ميلون، والجمعية الأمريكية للنساء الجامعيات، والمعهد الأمريكي للدراسات المغاربية.
في جامعة تكساس في أوستن، انتسبت إلى مركز الدراسات الأوروبية، ومركز دراسات الشرق الأوسط، ومركز دراسات المرأة والجنس، ومركز رابوبورت لحقوق الإنسان والعدالة، ومركز روسيا وأوروبا الشرقية والدراسات الأوراسية. لديها أيضا تعيين مجاملة في قسم دراسات الشرق الأوسط.

## جوائز
حاز كتاب شراد «الدول وحقوق المرأة: صناعة ما بعد الاستعمار تونس، الجزائر والمغرب» (مطبعة جامعة كاليفورنيا، 2001) على الجوائز التالية:
- جائزة الكتاب العلمي المتميز، المؤسسة الأمريكية لعلم الاجتماع.
- جائزة جرينستون لأفضل كتاب عن السياسة والتاريخ، الجمعية الأمريكية للعلوم السياسية.
- مساهمة متميزة لجائزة المنح الدراسية. الكتاب المتميز في علم الاجتماع السياسي، المؤسسة الأمريكية لعلم الاجتماع، قسم علم الاجتماع السياسي.
- جائزة هاميلتون للكتاب العلمي المتميز في أي مجال، جامعة تكساس في أوستن.
- جائزة أفضل كتاب أول في مجال التاريخ، باي ألفا ثيتا، 2002.
- جائزة كوماروفسكي لأفضل كتاب في علم الاجتماع، التنويه الشرفي، جمعية علم الاجتماع الشرقية، 2003.

تم ترجمة الكتاب إلى الفرنسية والعربية والصينية.

## روابط خارجية
- الملف الشخصي في جامعة تكساس في كلية أوستن
- مراجع الفهرس العالمي